# 周伯敏

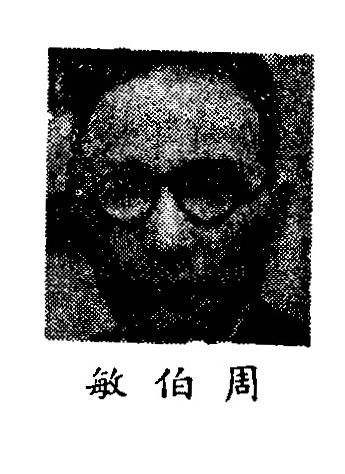
周伯敏近照

周伯敏（1895年—1965年）陕西省泾阳县泾干镇人，中华民国民主人士，书法家。

## 生平
周伯敏幼年入味经书院学习。1930年代，在南京国民政府监察院工作。抗日战争前，曾任中国国民党南京市党部书记。西安事变后，调任陕西省教育厅厅长，任内曾在西安创办“右任中学”，并任西北农学院院长。
抗日战争胜利后，当选立法院立法委员。1949年，周伯敏与立法院留沪立法委员联合发表公告，拥护中国共产党。其后，周伯敏当选上海市政协委员，获聘为上海市人民委员会参事室参事。
周伯敏受舅父于右任影响，喜爱书法，曾接受于右任指导，其“于派”草书几可乱真，与张守约、李祥麟等常为于右任代笔。
1965年，周伯敏在上海逝世，享年70岁。